# زيارت باكوه (سياهو)
زیارت باکوه (بالفارسية: زیارت پاکوه) هي قرية تقع في إيران في قسم سياهو الريفي. يقدر عدد سكانها بـ 26 نسمة بحسب إحصاء 2016.